# کاترین کولمن
کاترین گریس کولمن (به انگلیسی: Catherine Grace "Cady" Coleman) فضانورد اهل کشور ایالات متحده آمریکا است که در ۱۴ دسامبر ۱۹۶۰ میلادی در چارلستون، کارولینای جنوبی زاده شد. وی در مأموریت اس‌تی‌اس-۷۳، اس‌تی‌اس-۹۳، سایوز تی‌ام‌ای-۲۰، اکسپدییشن ۲۶، ۲۷ حضور داشته‌است.